# Dora (Portugese zangeres)
Dora, artiestennaam van Maria Reis Dias de Jesus (Lissabon, 20 mei 1966), is een Portugese zangeres.
Ze vertegenwoordigde Portugal twee keer op het Eurovisiesongfestival: in 1986 met het lied Não sejas mau para mim, waar ze 14de mee werd, en twee jaar later trad ze aan met Voltarei en werd 18de.
Dora verhuisde dan naar Brazilië en kwam daar aan de bak als zangeres. In 2001 keerde ze terug naar haar vaderland waar ze ook nog geregeld optreedt.
1964: António Calvário · 
1965: Simone de Oliveira · 
1966: Madalena Iglésias · 
1967: Eduardo Nascimento · 
1968: Carlos Mendes · 
1969: Simone de Oliveira · 
1971: Tonicha · 
1972: Carlos Mendes · 
1973: Fernando Tordo · 
1974: Paulo de Carvalho · 
1975: Duarte Mendes · 
1976: Carlos do Carmo · 
1977: Os Amigos · 
1978: Gemini · 
1979: Manuela Bravo · 
1980: José Cid · 
1981: Carlos Paião · 
1982: Doce · 
1983: Armando Gama · 
1984: Maria Guinot · 
1985: Adelaide Ferreira · 
1986: Dora · 
1987: Nevada · 
1988: Dora · 
1989: Da Vinci · 
1990: Nucha · 
1991: Dulce Pontes · 
1992: Dina · 
1993: Anabela · 
1994: Sara Tavares · 
1995: Tó Cruz · 
1996: Lúcia Moniz · 
1997: Célia Lawson · 
1998: Alma Lusa · 
1999: Rui Bandeira · 
2001: MTM · 
2003: Rita Guerra · 
2004: Sofia Vitória · 
2005: 2B · 
2006: Nonstop · 
2007: Sabrina · 
2008: Vânia Fernandes · 
2009: Flor-de-Lis · 
2010: Filipa Azevedo · 
2011: Homens da Luta · 
2012: Filipa Sousa · 
2014: Suzy · 
2015: Leonor Andrade · 
2017: Salvador Sobral · 
2018: Cláudia Pascoal · 
2019: Conan Osíris · 
2021: The Black Mamba · 
2022: Maro · 
2023: Mimicat · 
2024: Iolanda · 
2025: Napa
- Biblioteca Nacional de España: XX4608739
- Gemeinsame Normdatei: 134361180
- International Standard Name Identifier: 0000 0001 1576 8512
- MusicBrainz: a512ae72-6410-45db-baa1-5c08f090b86d
- Virtual International Authority File: 86496040
- WorldCat: E39PBJrwXHxcvGdfpQTxqbWdQq